# Diamond Harbour
Diamond Harbour – miasto w Nowej Zelandii, na Wyspie Południowej, w regionie Canterbury.